# Бородатка Павлова
Борода́тка Па́влова (лат. Pogonophryne pavlovi) — морская антарктическая донная рыба семейства бородатковых (Artedidraconidae) подотряда нототениевидных (Notothenioidei) отряда окунеобразных (Perciformes). Этот вид пуголовковидной бородатки впервые был найден в 2009 году во время промысла антарктического клыкача (Dissostichus mawsoni) южнокорейским ярусоловом «Insung no. 1» в Антарктике в глубоководной зоне моря Росса. Описан как новый для науки вид в 2013 году российским ихтиологом А. В. Балушкиным. Латинское и русское название виду дано в честь российского ихтиолога Д. С. Павлова в связи с 75-летием со дня его рождения.
P. pavlovi — среднего размера типично донная рыба общей длиной до 28 см. Является эндемиком высокоширотной зоны Южного океана. В настоящее время этот вид известен только по двум экземплярам, пойманным на глубинах 1422—1623 м. Кроме P. pavlovi род пуголовковидных бородаток (Pogonophryne) включает ещё не менее 25 эндемичных для высокоширотной Антарктики видов.
Согласно схеме зоогеографического районирования по донным рыбам Антарктики, предложенной А. П. Андрияшевым и А. В. Нееловым, ареал вида находится в границах гляциальной подобласти западноантарктической провинции Антарктической области.
Как и у других антарктических бородаток у P. pavlovi имеется подбородочный усик, уникальная видоспецифичность строения которого является одной из важнейших характеристик в систематике семейства в целом и особенно в роде Pogonophryne. Как и всем прочим пуголовковидным бородаткам, этому виду свойственна очень крупная голова и отсутствие чешуи на теле (кроме боковых линий), а также жаберные крышки с крупным уплощенным шипом, загнутым вверх и вперед.
Бородатка Павлова может встречаться в глубоководной зоне моря Росса в уловах донных ярусов в качестве прилова к антарктическому клыкачу.

## Характеристика бородатки Павлова
Относится к группе видов «P. albipinna», которая характеризуется отсутствием тёмных пятен на верху и боках головы, непятнистым или с размытыми пятнами туловищем, а также орбитой, полностью заполненной глазным яблоком.
От четырёх других видов группы отличается следующим комплексом признаков. Подбородочный усик умеренной длины (17—19 % стандартной длины тела или (34?)39—48 % длины головы), при отгибании его назад поверх рыла (при закрытом рте) достигает середины глаза. Терминальное расширение длинное, составляет около 61—65 % длины усика, ланцетовидное, утончающееся к вершине, относительно узкое (у́же ширины основания усика), состоит из плотных рядов извилистых складок, покрытых мелкими усиковидными папиллами. Стебель усика также покрыт усиковидными папиллами. Нижняя челюсть заметно выдается вперед: при закрытом рте виден кончик языка, несколько выступающий кпереди от вершины верхней челюсти. У вершины нижней челюсти 2—4 ряда зубов, у вершины верхней челюсти 3—4 ряда зубов. Посттемпоральные гребни не выражены. Второй спинной плавник у самцов умеренной высоты (около 19—25 % стандартной длины), с выраженной передней лопастью.
В первом спинном плавнике 2 коротких мягких колючих луча; во втором спинном плавнике 27—28 лучей; в анальном плавнике 18 лучей; в грудном плавнике высокое число лучей — 20—21; в хвостовом плавнике 10 (5+5) ветвистых лучей; в дорсальной (верхней) боковой линии 25—28 пор (трубчатых костных члеников), в медиальной (срединной) боковой линии 10—15 трубчатых костных члеников; в нижней части первой жаберной дуги тычинки расположены в 2 ряда: общее число тычинок на нижней и верхней частях дуги 19, из них (2)+(0)+(9—10)=12 тычинок во внешнем ряду и (0)+(1)+(6—7)=7 во внутреннем ряду. Общее число позвонков 37, из них 16 туловищных и 21 хвостовых.
У фиксированных в формалине и спирте рыб верх и бока головы, а также передняя часть спины перед первым спинным плавником однотонные, без отчётливых тёмных пятен, за исключением несколько более пигментированных участков вокруг пор надглазничного и темпорального сейсмосенсорных каналов; основание усика слабо пигментировано, терминальное расширение светлое. Горло, грудь и брюхо тёмно-коричневые или почти чёрные, без пятен. На основаниях грудных плавников имеются тёмные пятна. Бока туловища в основном однотонно тёмные или с размытыми пятнами. Первый спинной плавник тёмный, с белыми кончиками лучей. Второй спинной плавник с черноватой передней лопастью и с пёстрыми плавниковыми складками в задней части. Анальный плавник тёмный у основания и светлый вдоль внешнего края. Грудные плавники тёмные впереди и светлые в задней 1/3 части. Хвостовой плавник с тёмным трапециевидным пятном в средней части и светлый у заднего края. Ротовая и жаберная полости светло-серые, со слегка пигментрированным нёбом, межчелюстные перепонки светлые; перитонеум кремово-серый с отдельными чёрными пятнышками.

## Распространение и батиметрическое распределение
Известный ареал вида приходится на глубоководную часть моря Росса. Известен по двум экземплярам, пойманным 13 декабря 2009 г. на батибентальных глубинах 1422—1623 м.

## Размеры
Вероятно, относится к среднеразмерным видам рода Pogonophryne — самцы достигают 272 мм общей длины и 204 мм стандартной длины.

## Образ жизни
Образ жизни не известен.

## Близкие виды группы «P. albipinna»
Вместе с четырьмя другими видами образует группу «P. albipinna», в которую входят также: белопёрая бородатка  (P. albipinna Eakin, 1981), бородатка ДеВитта (P. dewitti Eakin, 1988), непятнистая бородатка (P. immaculata Eakin, 1981) и кнутоусая бородатка (P. stewarti Eakin et al., 2009). Вероятно, к этой же группе относится пока формально неописанный вид из моря Амундсена, предварительно обозначенный как P. sp. A.